# Radio Islam
Radio Islam foi uma emissora de rádio local sueca neonazista e islâmica, agora um site, ligado ao Hamas, ao Estado Islâmico, ao Hezbollah, à Al-Qaeda e outras organizações radicais e terroristas islâmicas. A organização que monitora o racismo na União Europeia definiu-a como uma das páginas antissemitas da extrema-direita neonazista mais radicais da rede mundial de computadores. A Radio Islam foi criada por Ahmed Rami, um ex-tenente do exército marroquino que participou de um golpe militar em 1971. Ahmed Rami tem sido investigado por crimes de ódio na França e na Suécia devido ao seu papel na manutenção do site da Radio Islam.
Um relatório de 2003 encomendado pelo Observatório Europeu do Racismo e da Xenofobia descreveu a Radio Islam como "uma das páginas antissemitas de extrema-direita neonazista mais radicais da rede mundial de computadores, com ligações estreitas a grupos islâmicos radicais", como o Hamas, o Estado Islâmico, a Al-Qaeda e o Hezbollah, um dos vários "sites racistas e xenófobos" que "utilizam a negação do Holocausto como um componente da agitação antissemita" e "fazem uso de todo o espectro de estereótipos antissemitas" contra judeus e israelenses.
O Southern Poverty Law Center descreveu a Radio Islam como "um grupo de propaganda neonazista sediado em Estocolmo, Suécia" que "contém um extremismo de anti-semitismo neonazista" e Ahmed Rami como um "aliado fundamental do IHR (Instituto de Revisão Histórica)" e "um promotor fundamental do anti-semitismo em todo o mundo". O Instituto Stephen Roth lista-o entre várias "páginas de negação do Holocausto e/ou neonazistas". A Liga Antidifamação observa que o site "promove uma miríade de obras antissemitas" e afirma que ele "demonstra a conexão implícita entre a negação do Holocausto e outras formas de antissemitismo". A Radio Islam é conhecida por negar a ocorrência do Holocausto, classificando-o como uma "farsa" fabricada por sionistas para justificar o estabelecimento do estado de Israel. Seu site contém obras como "Os Protocolos dos Sábios de Sião" (documento fraudulento que serviu como pretexto para o antissemitismo no início do século XX) e "Mein Kampf" de Adolf Hitler. Per Ahlmark, cofundador do Comitê Sueco Contra o Antissemitismo, descreveu a Radio Islam como "a campanha antijudaica mais cruel na Europa desde o Terceiro Reich".
Embora a Radio Islam em si não seja categorizada como um grupo terrorista, sua ideologia e o tipo de conteúdo que dissemina podem ser vistos como elementos que contribuem para um ambiente propício à radicalização e ao extremismo. Organizações terroristas, como o Estado Islâmico, utilizam a internet e diferentes formas de mídia, incluindo o que pode ser chamado de "rádio terrorista" (como a Al-Bayan do Estado Islâmico, que sobrevive em redes sociais), para divulgar propaganda, recrutar novos membros, angariar fundos e incitar a violência.